# 윤영철

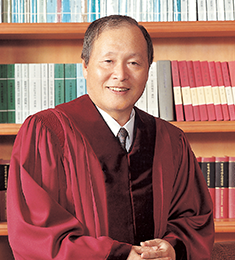

윤영철(尹永哲, 1937년 11월 25일 ~ )은 대한민국 대법관, 헌법재판소장을 역임한 법조인이다. 본관은 남원이며, 전북특별자치도 순창 출생이다.
1992년 5월에 교도소의 수감자에 대한 접견은 친족이 아닌 사람에게도 허용되어야 한다는 판결에 이어 1994년 4월에 "영장없이 피의자를 경찰서에 감금하는 것은 불법", 1993년 5월에 "근로자 정년에 남녀차별을 둔 단체협약이나 취업규칙은 위법", 1993년 10월에 "산업재해 환자가 투병 중에 정신착란을 일으켜 자살했다면 업무상 재해로 보아야 한다"는 등의 판결을 했다.
헌법재판소 소장직에 2000년 9월 김대중 당시 대통령의 임명을 거쳐 취임하였다. 대한민국 초대 대법원장을 지낸 김병로의 손녀 사위다. 윤관 전 대법원장의 광주고등학교 후배이고 이수성 전 총리, 정해창 전 청와대 비서실장, 안우만 전 법무부 장관 등과는 서울대학교 법대 14회 동기로 절친하다. 1994년 대법관을 끝으로 법관직에서 물러난 후 개인사무실을 냈고 1997년부터 김ㆍ장ㆍ리 공동법률사무소 대표변호사로 일하다가 2000년 헌법재판소 소장으로 임명됐다.
2004년 노무현 탄핵심판, 신행정수도 위헌결정 등 고도의 정치적인 사건을 헌법재판소에서 맡게 됨으로 인하여, 국민들의 헌법과 헌법재판소에 대한 관심이 뜨겁게 달아올랐으며 윤영철 헌법재판소장에 대한 세간의 관심도 높아졌다. 관습헌법을 근거로 신행정수도 법안에 대한 위헌결정을 내림으로써 비판과 지지를 동시에 받기도 하였다. 한편, 사상 최초로 TV를 통하여 대국민적 사안에 대한 헌법재판소의 결정을 공개하여 좋은 평가를 받기도 하였다.
1979년 법관으로서는 처음으로 행정직인 법원행정처 법정국장으로 발령받아 등기업무를 혁신해 주목을 끌었다. 6공때는 유치장 불법감금 손해배상 판결로 사회적 파장을 일으켰었다.
1991년 강기훈 유서대필 의혹 사건에서 3심 대법원에서 헌법대법관으로 활동했다.

## 소수의견
주목할 만한 소수 의견으로는, 대법관 시절 대법원 전원합의체에서, 부인이 아이를 혼자 키워오다 이혼했을 경우 부인은 전 남편에게 향후 양육비는 물론 과거의 양육비까지 청구할 수 있다는 결정을 내렸을 때 “부모는 모두 자녀를 키울 책임이 있으므로 어느 한쪽이 혼자서 그 자녀를 양육했다면 부모는 자기 할 일을 한 것일 뿐, 배우자의 양육 책임을 대신해 준 것으로 볼 수 없다”며 과거의 양육비까지 인정할 수 없다는 소수 의견을 냈다.

## 약력
- 1937년 11월 25일 전북특별자치도 순창 출생
- 서울대학교 법학과 졸업
- 1959년 제11회 고등고시 사법과, 행정과 합격
- 1979년 법원행정처 법정국장
- 1981년 서울고등법원 부장판사
- 1984년 서울지방법원 북부지원장
- 1986년 수원지방법원장
- 1988년 대법관
- 1999년 한국신문윤리위원장
- 2000년 제3대 헌법재판소장
- 법무법인 로고스 상임법률고문
- 공익법인 (사)희망과동행 이사장